# メソポタミア (アルゼンチン)

メソポタミア地方の位置

メソポタミア地方（メソポタミアちほう、La Mesopotamia, Región Mesopotámica）とは、パラナ川とウルグアイ川に面したアルゼンチン東北部のエントレ・リオス州 、コリエンテス州、 ミシオネス州の三州を指す。歴史的にブエノスアイレスよりもウルグアイや パラグアイとの繋がりが深い。リトラル三州とは微妙に使い方が異なるので注意。